# 角川グループホールディングス
株式会社角川グループホールディングス（かどかわグループホールディングス、KADOKAWA GROUP HOLDINGS, INC.）は、2006年7月1日から2013年6月22日までの株式会社KADOKAWA KEY‐PROCESSの旧商号。法人格としては1954年4月2日設立の「株式会社角川書店」（初代）、「株式会社角川ホールディングス」、「株式会社KADOKAWA」（初代）、「株式会社KADOKAWA Future Publishing」と同一のものである。
本項では、2013年4月1日付で角川グループホールディングスが吸収合併した角川グループパブリッシングについても記述する。

## 概要（法人格の変遷）
1945年11月10日、国文学者の角川源義が「角川書店」が創業。1954年4月2日、角川源義の個人事業を法人化し、東京都千代田区富士見二丁目7番地に「株式会社角川書店」が設立。以降長らく、事業会社として出版事業などを行っていた。
1998年11月に東京証券取引所市場第二部への上場を果たした角川書店は、積極的なM&Aを推進する。2001年に株式取得により株式会社エス・エス・コミュニケーションズを連結子会社化。翌2002年10月に株式交換により株式会社メディアワークスを完全子会社化する。同年11月には、子会社「株式会社角川大映映画」を設立し、新設子会社が徳間書店傘下の大映映画株式会社の保有する全映画とその配給権およびビデオ制作権、大映スタジオ（多摩川撮影所）の運営などの全事業を買収する。
事業領域を拡大した角川グループは、分社型新設分割により純粋持株会社体制に移行する。2003年4月1日、角川書店は商号を「株式会社角川ホールディングス」に変更して純粋持株会社となり、事業部門を新設の「株式会社角川書店」（2代目）に継承した。2006年7月1日、角川HDは商号「株式会社角川グループホールディングス」に変更した。
2007年1月4日、分社型新設分割により角川書店（2代目）の事業を再編し、編集機能を新設の「株式会社角川書店」（3代目）、情報誌事業を新設の「株式会社角川マガジンズ」にそれぞれ継承した。同日付で、角川書店（2代目）は商号を「株式会社角川グループパブリッシング」に変更し、書籍の営業販売に特化した機能会社となった。
2013年4月1日、角川グループホールディングスは角川グループパブリッシングを吸収合併し、同年6月23日付で商号を「株式会社KADOKAWA」（初代）に変更した。同年10月1日、KADOKAWAが角川書店（3代目）、アスキー・メディアワークスをはじめとするグループ各社を吸収合併した。これらの再編により、旧法人は再び事業会社となった。
2014年10月1日、株式会社KADOKAWA、株式会社ドワンゴが経営統合し、共同株式移転により「株式会社KADOKAWA・DWANGO（KADOKAWA DWANGO CORPORATION）」を設立、両社を完全子会社化した。2015年10月1日、KADOKAWA・DWANGOは邦文商号のみ「カドカワ株式会社（KADOKAWA DWANGO CORPORATION）」に変更した。
2019年7月1日、持株会社のカドカワがKADOKAWA（初代）の全事業（株式会社ビルディング・ブックセンター及び株式会社KADOKAWA KEY-PROCESSの株式所有に関わる事業を除く）を簡易吸収分割により継承し、商号を「株式会社KADOKAWA（KADOKAWA CORPORATION）」（2代目、現法人）に変更した。同日付でKADOKAWA（初代）は商号を「株式会社KADOKAWA Future Publishing」に変更し、中間持株会社となった。
2023年12月1日、KADOKAWA Future PublishingがKADOKAWA KEY-PROCESS（初代）を吸収合併し、商号を「株式会社KADOKAWA KEY-PROCESS」（2代目）に変更した。

## 角川グループホールディングス時代の沿革

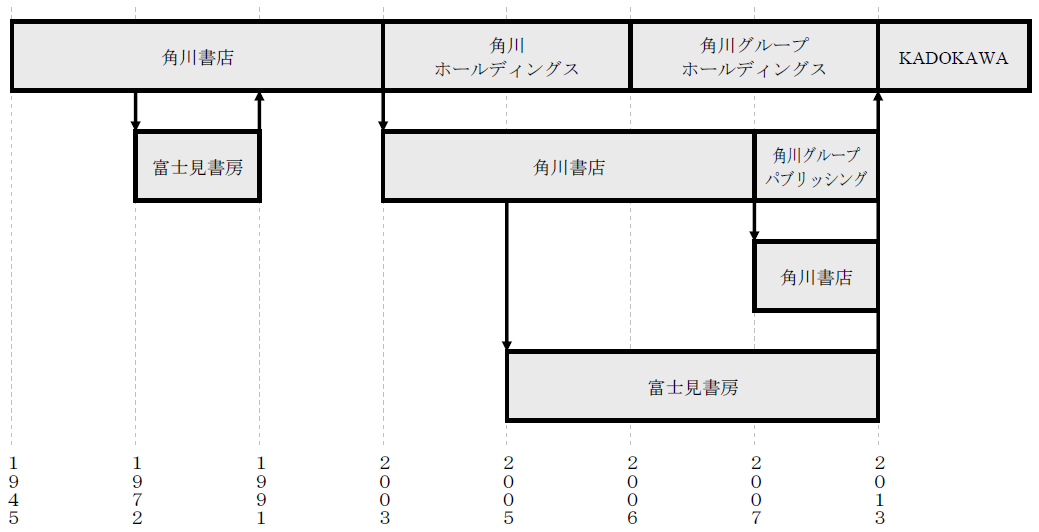
関連会社の統廃合図

会社設立から持株会社化（2003年4月1日）までは、角川書店の項目を参照。
- 2003年（平成15年）4月1日 - 株式会社角川書店が商号変更し、株式会社角川ホールディングス発足、持株会社化。同時に会社分割し出版業務を新たに設立した株式会社角川書店に事業譲渡。
- 2004年（平成16年）
  - 1月 - 株式会社角川書店（当時）からエンタテインメント事業部を分割、株式会社角川大映映画に譲渡。
  - 3月18日 - 株式会社メディアリーヴスの株式公開買い付けを実施し、同社を子会社とする。
  - 9月1日 - 東京証券取引所市場第一部上場。
- 2005年（平成17年）10月1日 - 株式会社角川書店（当時）から富士見事業部を分割、新たに株式会社富士見書房を設立。
- 2006年（平成18年）
  - 4月1日 - 株式会社角川書店（当時）からウォーカー事業部と雑誌事業部のザテレビジョン部門を分割、ウォーカー事業部と角川書店北海道、ウォーカープラスを統合した「角川クロスメディア」、ザテレビジョン部門と角川インタラクティブ・メディアを統合した「角川ザテレビジョン」を新設。
  - 7月1日 - 商号を株式会社角川グループホールディングスに変更。
- 2007年（平成19年）1月 - 角川書店の再編に伴い、角川書店内にあった経営管理・統括部門を承継。また、雑誌事業部門統括会社として株式会社角川マガジングループを分割設立。
- 2008年（平成20年）4月 - 角川マガジングループの商号を株式会社角川マーケティングに変更すると共に、角川グループホールディングス・角川書店傘下のクロスメディア事業子会社を委譲。
- 2009年（平成21年）
  - 2月26日 - 同年4月7日付で株式会社中経出版の全株式を取得し、子会社化すると発表。
  - 4月1日 - グループ内のゲーム事業統括会社として株式会社角川ゲームスを設立。
  - 4月19日 - 千趣会グループとシニア層向けビジネス事業に関する業務提携を締結したと発表。
  - 11月6日 - 日本電信電話株式会社（NTT）と事業提携したと発表。
- 2010年（平成22年）10月28日 - 株式会社ドワンゴと電子書籍やコンテンツ配信に関して業務提携すると発表。
- 2011年（平成23年）
  - 2月24日 - グリー株式会社とインターネットコンテンツ分野で業務提携したと発表。
  - 5月26日 - 株式会社ドワンゴと資本提携し、ドワンゴが角川GHDの自己株式73万株を、角川GHDがドワンゴの自己株式及び新株計16,800株をいずれも第三者割り当てで取得すると発表。
  - 10月12日 - 株式会社リクルートから同年11月15日に子会社の株式会社メディアファクトリーの全株式の譲渡を受け、同社を子会社化すると発表。
- 2013年（平成25年）
  - 3月8日 - エイベックス・グループ・ホールディングス株式会社からドワンゴ株式を追加取得し12.23%を保有する第2位株主となる[3]。またドワンゴ子会社の株式会社スカイスクレイパーの株式60%を取得し子会社化、商号をスマイルエッジに変更。
  - 4月1日 - 株式会社角川グループパブリッシング（後述）を吸収合併し事業持株会社になる[4]。
  - 6月22日 - 商号を株式会社KADOKAWAに変更[1][2]。
  - 10月1日 - 株式会社角川書店、株式会社アスキー・メディアワークス、株式会社角川マガジンズ、株式会社メディアファクトリー、株式会社エンターブレイン、株式会社中経出版、株式会社富士見書房、株式会社角川学芸出版、株式会社角川プロダクションを吸収合併し、事業会社となった[2]。

### 角川グループパブリッシング
株式会社角川グループパブリッシング（かどかわグループパブリッシング、KADOKAWA GROUP PUBLISHING CO.,LTD.）は、角川グループの再編に伴い2003年（平成15年）に設立された事業会社・角川書店（2代目）を前身とする。
2007年（平成19年）1月1日、それまで角川書店が行っていたグループ各社の書籍・雑誌の営業・物流・販売・宣伝業務に特化する目的で編集・出版部門を角川書店（3代目）として分割し、角川グループパブリッシングへ社名を変更。2012年（平成24年）7月1日付で子会社の角川出版販売を吸収合併した。
基本的に角川グループ各社の出版物の発売元となっていたが、2010年（平成22年）にはバンダイビジュアルが運営していたウェブコミック配信サイト『Webコミックゲッキン』連載作品の単行本レーベル・エモーションコミックスの発売を引き受けるなどグループ外の出版物にも取り扱いを拡げていた。その一方で、中経出版（旧新人物往来社を含む）とメディアファクトリーは角川グループ傘下となった後もISBNコードの統合を行わずに発行・発売とも自社で行っていた。
2013年（平成25年）4月1日付で角川GHDに吸収合併され、角川GHDは事業会社となった。角川GHDがKADOKAWAへ社名変更した後の同年10月1日以降に中経出版とメディアファクトリー（何れも吸収合併によりブランドカンパニー化）が刊行する出版物のISBNコードはKADOKAWAと同じものに統合される。なお角川プロダクション以外の合併した8つの会社の名義は広義の社内カンパニーに当たるブランドカンパニーの扱いとして継続される。
- 角川グループパブリッシング - メディア芸術データベース

角川グループパブリッシングが発売元となっていたグループ外出版社
- バンダイビジュアル（バンダイナムコグループ）[注 1]
- プレビジョン（spoon.、shortcoco.、＠2.5などの販売を委託）
- M.Co
- TOKIMEKIパブリッシング
- 放送批評懇談会（GALAC）

## 主要子会社
KADOKAWA#KADOKAWA（初代）およびKADOKAWAグループ#グループ会社を参照のこと。